# Nannoniscus muscarius
Nannoniscus muscarius là một loài chân đều trong họ Nannoniscidae. Loài này được Menzies & George miêu tả khoa học năm 1972.